# Clathria longistyla
Clathria longistyla är en svampdjursart som först beskrevs av Burton 1959.  Clathria longistyla ingår i släktet Clathria och familjen Microcionidae. Inga underarter finns listade i Catalogue of Life.